# Hymenochelus distinctus
Hymenochelus distinctus är en skalbaggsart som beskrevs 1876 av Serafin Uhagon. Arten placeras som ensam art i släktet Hymenochelus, inom familjen Melolonthidae. Inga underarter finns listade i Catalogue of Life. Arten är bara känd från västra Spanien och Portugal.
Arten är en liten (4,5-5,5 millimeter), kraftig ollonborre som är rödaktigt kastanjebrun. Larverna lever av rötter nere jorden, medan imago kan återfinnas gnagande på löv. De flyger bra och ofta, gärna på natten.